# Kontiandi
Kontiandi est une commune rurale située dans le département de Coalla de la province de la Gnagna dans la région de l'Est au Burkina Faso.

## Géographie
Kontiandi se trouve à 15 km à l'est de Coalla.

## Santé et éducation
Le centre de soins le plus proche de Kontiandi est le centre de santé et de promotion sociale (CSPS) de Coalla.